# Fiat 500X
Fiat 500X är en crossover som den italienska biltillverkaren Fiat introducerade på bilsalongen i Paris i oktober 2014.
Varianter:
| Modell             | Årsmodell | Motor               | Cylindervolym | Effekt | Bränslesystem             |
| ------------------ | --------- | ------------------- | ------------- | ------ | ------------------------- |
| 1.4 Turbo MultiAir | 2015-     | 4-cyl radmotor DOHC | 1368 cm³      | 140 hk | Bränsleinsprutning, turbo |
| 1.6 Multijet       | 2015-     | 4-cyl radmotor DOHC | 1598 cm³      | 120 hk | Common rail turbodiesel   |
| 2.0 Multijet       | 2015-     | 4-cyl radmotor DOHC | 1956 cm³      | 140 hk | Common rail turbodiesel   |